# Raksöm

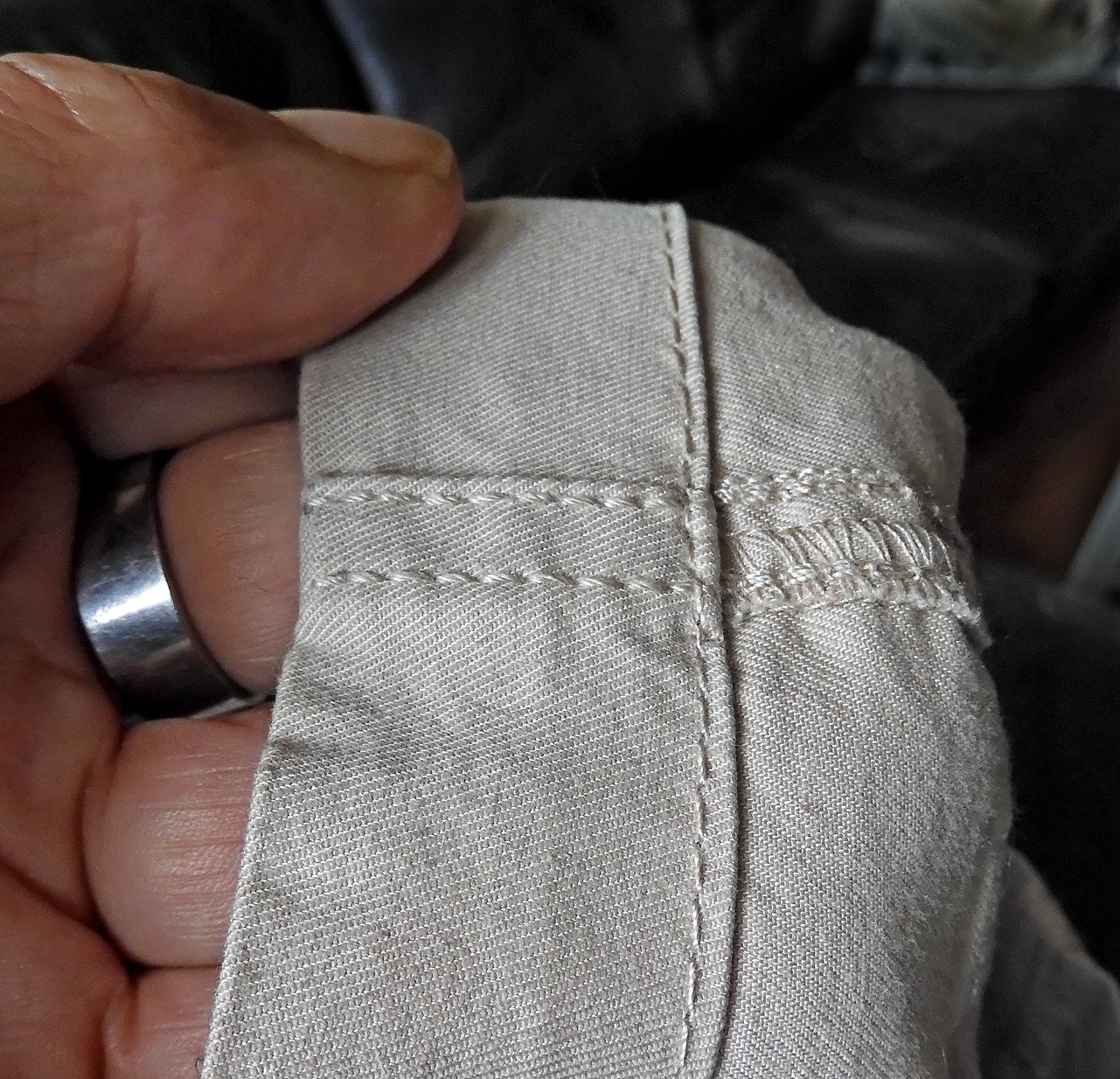
Stickningar och fåll på byxben sydda med raksöm

Raksöm är den vanligaste sortens stygn vid maskinsömnad och har vanligtvis en stygnlängd på 2,5 mm. Sömmen används för att sy ihop två tygstycken med varandra, för att sy fållar och för att sy stickningar. Sömmen utgörs av en övertråd och en undertråd som låses fast i varandra. Raksömmen används även för att tråckla tyger, men då med en längre stygnlängd.